# Jean Duvignaud
Jean Duvignaud (La Rochelle, 22 de fevereiro de 1921 - La Rochelle, 17 de fevereiro de 2007) foi um escritor, crítico de teatro, sociólogo, dramaturgo, ensaísta, cenógrafo e antropólogo francês.
Duvignaud foi professor na Universidade de Túnis, depois na cidade francesa de Tours (1965 - 1980) e na Universidade Paris-VII até se aposentar em 1991.
Ele fundou várias revistas, entre elas a Argumentos com o filósofo Edgar Morin, nos anos 50, e Causa comum com o escritor Georges Perec e o filósofo Paul Virilio, nos anos 70. Jean Duvignaud é autor de "Sociologia do teatro" (1965), "Chebika" (1968), relato de uma pesquisa etnográfica no Magrebe, e "Festas e civilizações" (1973). Dirigia a Maison des cultures du monde (Casa das culturas do mundo) em Paris.
Na sua obra "Fêtes et civilisations" (Festa e Civilizações), ele tenta compreender este momento da vida social, onde uma comunidade se encontra reunida por uma actividade, livre das suas ordens e das suas hierarquias. Noutra, interroga-se sobre os lugares dedicados ao tempo e aqueles dedicados ao espaço.
Faleceu na sua cidade natal, cinco dias antes de completar 86 anos.